# Tachina montana
Tachina montana là một loài ruồi trong họ Tachinidae.